# Lim Xiaoqing
Lim Xiaoqing (* 15. August 1967, ursprünglich Sun Xiaoqing, chinesisch 林小青) ist eine ehemalige schwedische Badmintonspielerin, die in China geboren wurde.

## Karriere
Höhepunkt ihrer langen und erfolgreichen Laufbahn im Badminton war der Gewinn von vier Europameistertiteln. Zwei Titel errang sie im Doppel mit Christine Magnusson, einen im Dameneinzel und einen im Team. 1989 gewann sie für China unter ihrem ursprünglichen Namen Sun Xiaoqing bei der Weltmeisterschaft Bronze im Doppel.

## Sportliche Erfolge
| Veranstaltung | Saison                    | Disziplin   | Platz | Name |
| ------------- | ------------------------- | ----------- | ----- | --- |
| 1985          | Polish Open               | Damendoppel | 1     | Shi Fangjing / Sun Xiaoqing                                                                                        |
| 1989          | French Open               | Damendoppel | 1     | Sun Xiaoqing / Zhou Lei                                                                                            |
| 1989          | All England               | Damendoppel | 2     | Sun Xiaoqing / Zhou Lei                                                                                            |
| 1989          | Weltmeisterschaft         | Damendoppel | 3     | Sun Xiaoqing / Zhou Lei                                                                                            |
| 1991          | German Open               | Damendoppel | 1     | Christine Magnusson / Lim Xiaoqing                                                                                 |
| 1991          | Scottish Open             | Dameneinzel | 1     | Lim Xiaoqing |
| 1991          | Scottish Open             | Damendoppel | 1     | Christine Magnusson / Lim Xiaoqing                                                                                 |
| 1992          | German Open               | Damendoppel | 1     | Christine Magnusson / Lim Xiaoqing                                                                                 |
| 1992          | Schwedische Meisterschaft | Dameneinzel | 1     | Lim Xiaoqing (Spårvägen)                                                                                           |
| 1992          | Swedish Open              | Dameneinzel | 2     | Lim Xiaoqing |
| 1992          | Nordische Meisterschaften | Damendoppel | 1     | Christine Magnusson / Lim Xiaoqing                                                                                 |
| 1992          | Scottish Open             | Damendoppel | 1     | Christine Magnusson / Lim Xiaoqing                                                                                 |
| 1992          | Europameisterschaft       | Damendoppel | 1     | Christine Magnusson / Lim Xiaoqing                                                                                 |
| 1992          | Scottish Open             | Dameneinzel | 1     | Lim Xiaoqing |
| 1992          | Europameisterschaft       | Dameneinzel | 3     | Lim Xiaoqing |
| 1992          | US Open                   | Dameneinzel | 1     | Lim Xiaoqing |
| 1992          | US Open                   | Damendoppel | 1     | Lim Xiaoqing / Christine Magnusson                                                                                 |
| 1993          | Schwedische Meisterschaft | Damendoppel | 1     | Lim Xiaoqing / Christine Magnusson (BK Aura / Täby BMF)                                                            |
| 1992/1993     | Denmark Open              | Damendoppel | 1     | Lim Xiaoqing / Christine Magnusson                                                                                 |
| 1992/1993     | Denmark Open              | Dameneinzel | 2     | Lim Xiaoqing |
| 1993          | Schwedische Meisterschaft | Dameneinzel | 1     | Lim Xiaoqing (BK Aura)                                                                                             |
| 1993          | Swiss Open                | Damendoppel | 3     | Lim Xiaoqing / Christine Magnuson                                                                                  |
| 1993          | Weltcup                   | Damendoppel | 1     | Lim Xiaoqing / Christine Magnusson                                                                                 |
| 1993          | Swiss Open                | Dameneinzel | 2     | Lim Xiaoqing |
| 1993          | Malaysia Open             | Damendoppel | 1     | Lim Xiaoqing / Christine Magnusson                                                                                 |
| 1993          | US Open                   | Dameneinzel | 1     | Lim Xiaoqing |
| 1994          | Schwedische Meisterschaft | Dameneinzel | 1     | Lim Xiaoqing (BK Aura)                                                                                             |
| 1993/1994     | German Open               | Dameneinzel | 1     | Lim Xiaoqing |
| 1994          | Schwedische Meisterschaft | Damendoppel | 1     | Lim Xiaoqing / Christine Magnusson (BK Aura / Täby BMF)                                                            |
| 1994          | Europameisterschaft       | Dameneinzel | 1     | Lim Xiaoqing |
| 1994          | Europameisterschaft       | Damendoppel | 1     | Christine Magnusson / Lim Xiaoqing                                                                                 |
| 1994          | Europameisterschaft       | Mannschaft  | 1     | Schweden (Jens Olsson, Tomas Johansson, Christine Magnusson, Catrine Bengtsson, Christine Magnusson, Lim Xiaoqing) |
| 1994          | Dutch Open                | Dameneinzel | 1     | Lim Xiaoqing |
| 1994          | Thailand Open             | Dameneinzel | 2     | Lim Xiaoqing |
| 1994          | Scottish Open             | Dameneinzel | 1     | Lim Xiaoqing |
| 1994          | Copenhagen Masters        | Dameneinzel | 1     | Lim Xiaoqing |
| 1994/1995     | Denmark Open              | Dameneinzel | 2     | Lim Xiaoqing |
| 1994/1995     | Denmark Open              | Damendoppel | 1     | Lim Xiaoqing / Christine Magnusson                                                                                 |
| 1994/1995     | Schwedische Meisterschaft | Dameneinzel | 1     | Lim Xiaoqing (BK Aura)                                                                                             |
| 1995          | Swiss Open                | Dameneinzel | 1     | Lim Xiaoqing |
| 1995          | All England               | Dameneinzel | 1     | Lim Xiaoqing |
| 1995          | Nordische Meisterschaften | Dameneinzel | 1     | Lim Xiaoqing |
| 1995          | Singapur Open             | Dameneinzel | 1     | Lim Xiaoqing |
| 1995          | Thailand Open             | Dameneinzel | 1     | Lim Xiaoqing |
| 1995/1996     | Denmark Open              | Dameneinzel | 1     | Lim Xiaoqing |

## Referenzen
- Wettbewerbsergebnisse

| Personendaten    | Personendaten                                        |
| ---------------- | ---------------------------------------------------- |
| NAME             | Lim, Xiaoqing                                        |
| ALTERNATIVNAMEN  | Sun, Xiaoqing; 林小青                                |
| KURZBESCHREIBUNG | schwedische Badmintonspielerin chinesischer Herkunft |
| GEBURTSDATUM     | 15. August 1967                                      |
| GEBURTSORT       | China                                                |